# Сунь Юе (баскетболіст)
Сунь Юе (кит.: 孫悅, нар. 6 листопада 1985, Канджоу, Китай) — китайський професіональний баскетболіст, виступав на позиції форварда за декілька китайських клубів, а також за «Лос-Анджелес Лейкерс», у складі яких ставав чемпіоном НБА. Гравець національної збірної Китаю, у складі якої був учасником Олімпійських ігор.

## Ігрова кар'єра
Професійну кар'єру розпочав 2002 року на батьківщині виступами за команду «Бейджинін Олімпіанс», за яку грав протягом 6 сезонів.
2007 року був обраний у другому раунді драфту НБА під загальним 40-м номером командою «Лос-Анджелес Лейкерс». Кар'єру в НБА розпочав 2008 року виступами за тих же «Лос-Анджелес Лейкерс», захищав кольори команди з Лос-Анджелеса протягом одного сезону. Став чемпіоном НБА у їх складі.
З 2008 по 2009 рік грав у складі  команди Ліги розвитку НБА «Лос-Анджелес Ді-Фендерс».
2009 року повернувся до китайської команди «Бейджин Олімпіанс», у складі якої провів наступні 4 сезони своєї кар'єри.
З 2011 по 2017 рік вистуав за «Бейджин Дакс».
2019 року підписав контракт з «Бейджин Роял Файтерс». 2021 року завершив спортивну кар'єру.

## Статистика виступів в НБА
| † | Позначає сезон, в якому Сунь Юе ставав чемпіоном НБА |

### Регулярний сезон
| Сезон             | Команда                | GP | GS | MPG | FG%  | 3P%  | FT%   | RPG | APG | SPG | BPG | PPG |
| ----------------- | ---------------------- | -- | -- | --- | ---- | ---- | ----- | --- | --- | --- | --- | --- |
| 2008–09†          | «Лос-Анджелес Лейкерс» | 10 | 0  | 2.8 | .273 | .000 | 0.000 | .0  | .2  | .1  | .1  | 0.6 |
| Усього за кар'єру |                        | 10 | 0  | 2.8 | .273 | .000 | 0.000 | .0  | .2  | .1  | .1  | 0.6 |